# Estación Sur de Autobuses
La Estación Sur de Autobuses de Madrid es una terminal de autobuses interregionales o de largo recorrido con múltiples destinos en España o internacionales en Europa y de algunas líneas interurbanas. Se encuentra situada en la calle de Méndez Álvaro. Tiene acceso directo a la estación de Méndez Álvaro, que da servicio a la línea 6 de Metro de Madrid y a las líneas C-5 y C-10 de Cercanías Madrid.

## Historia

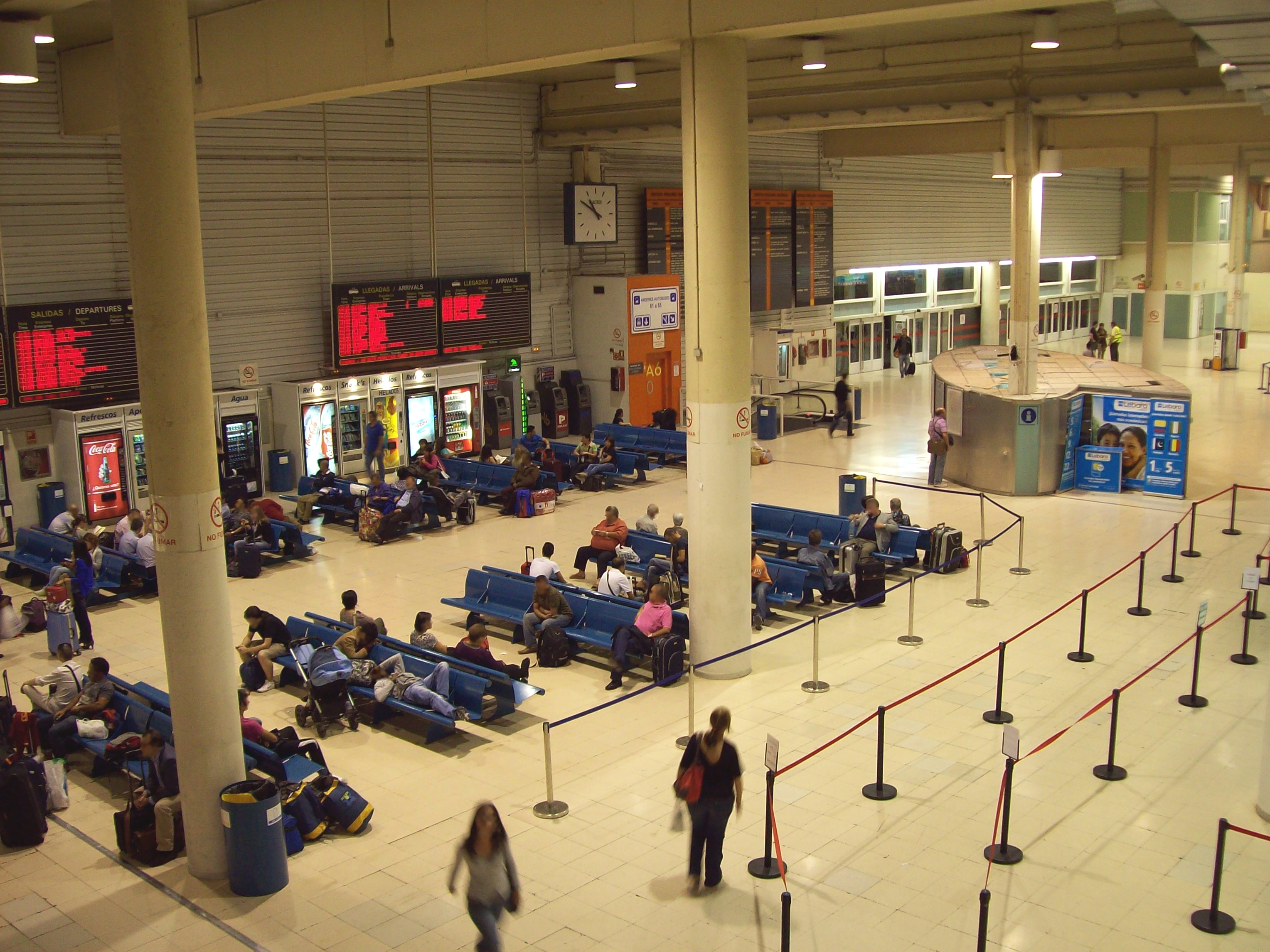
Interior de la estación

La Estación Sur de Autobuses de Méndez Álvaro vino a sustituir a la que, con el mismo nombre, ocupaba la manzana formada por las calles Canarias, Palos de la Frontera, Batalla del Salado y paseo de las Delicias, inaugurada en 1971. Aunque la ubicación de la terminal de autobuses en pleno casco urbano ya había recibido críticas antes incluso de su construcción (como por ejemplo, las del arquitecto Miguel Fisac) augurándose que congestionaría la zona, el proyecto siguió adelante. Sin embargo, las previsiones resultaron ciertas y, con el paso del tiempo, se hizo patente la necesidad de su traslado. En 1981 se hizo pública una propuesta de trasladar la estación al solar que ocupaba el Mercado Central de Frutas y Hortalizas de Legazpi, el cual se pensaba que resultaría desocupado en breve plazo una vez se hubiese abierto Mercamadrid. No llegó a concretarse. Fue el Plan General de Ordenación Urbana de Madrid (PGOU) de 1985 el que propuso que la estación se trasladase a un nuevo edificio, que debía construirse en la zona situada al final de la calle Méndez Álvaro, junto a la M-30, durante el quinquenio 1985-1990. En un primer concurso, convocado en 1986, resultó ganadora la propuesta del arquitecto Rafael Torrelo y el ingeniero Francisco Javier Soria.
Sin embargo, el desacuerdo entre administraciones (la Comunidad y el Ayuntamiento de Madrid) pospuso la construcción de la nueva estación y el cambio de ubicación durante más de diez años.
Durante esta década se produjo la reordenación de la parcela ocupada por antiguos terrenos industriales situada entre la calle Méndez Álvaro, la M-30 y las vías del Alta Velocidad Española y del antiguo ferrocarril de circunvalación. En dicha parcela se construyeron, antes de que la Estación Sur pudiera llevarse a cabo, el centro comercial Méndez Álvaro, propiedad de El Corte Inglés, y una serie de torres de oficinas. También se abrieron nuevas calles para garantizar el acceso en automóvil.
Las obras comenzaron en 1995. La estación fue inaugurada el 26 de junio de 1997.

## Edificio

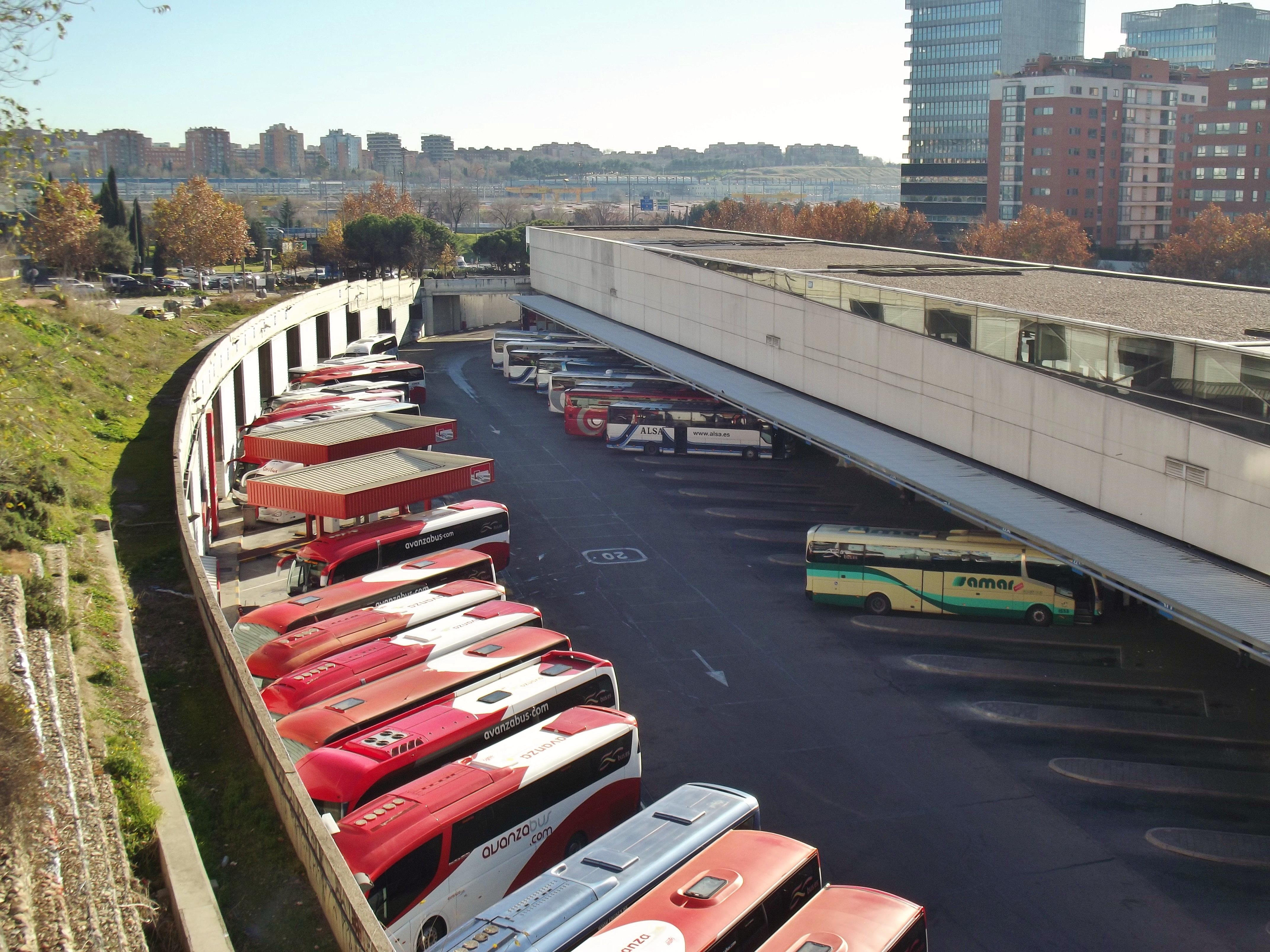
Exterior de la estación.

El edificio se asienta sobre una parcela triangular de brazos curvos limitada por la calle Méndez Álvaro, la línea del ferrocarril de Cercanías que une Atocha con Delicias y un espacio no edificado situado en la esquina entre las calles Retama y Ombú. Tiene planta en L. El brazo largo estructura la zona de parada de los vehículos y consta de tres niveles. En el sótano se encuentra un aparcamiento público. En la planta a nivel de calle se encuentran las 65 dársenas en las que se los autobuses cargan y descargan pasajeros. La primera planta está ocupada por comercios. En el lado corto se sitúa la terminal de viajeros, donde se encuentra el vestíbulo de viajeros, las taquillas y servicios de facturación e información, y la cafetería. También tiene una entreplanta de oficinas. El vestíbulo tiene accesos a la calle Méndez Álvaro, a la calle Retama (a través de la zona comercial situada en el brazo largo de la L) y, mediante ascensores y escaleras mecánicas, al vestíbulo subterráneo de la estación de metro de Méndez Álvaro (que comparte con la línea de Cercanías C-5) y, al acceso en superficie a la estación de Cercanías de las líneas C-1, C-7 y C-10.
Se caracteriza por la profusa utilización de hormigón blanco y vidrio. Obtuvo el Premio de Infraestructuras Básicas y del Transporte del Ayuntamiento de Madrid en 1997.

## Pasajeros
En 2012 dio servicio a siete millones de viajeros, que fueron trasportados por 320.000 autobuses. Más del doble de personas pasaron por la estación. Con una cincuentena de líneas, 1500 destinos en España y 500 en el resto de Europa y Marruecos, es la estación con más tráfico de España.

## Distribución

### Autobuses interurbanos
Desde la Estación Sur parte una línea interurbana hacia Aranjuez. Las líneas interurbanas con destino hacia ciertos municipios de la provincia de Guadalajara en el corredor 2, Toledo, y municipios de la provincia de Toledo cercanos a Madrid en los corredores 4 y 5 que tenían aquí su cabecera fueron desplazadas a otros intercambiadores.
NOTA: Debido a las obras de construcción del intercambiador de Conde de Casal, las líneas sombreadas en naranja trasladan su cabecera en la plaza de Conde de Casal hasta la Estación Sur (y alrededores), desde el 17 de febrero de 2025 hasta fin de obras.
| Diurnos |                                                |                                              |              |
| Línea   | Destino                                        | Parada                                       | Operador     |
| 331     | Rivas (Santa Mónica) - Rivas Futura            | 50057 Estación de Méndez Álvaro (Calle Ombú) | La Veloz     |
| 332     | Rivas Pueblo                                   | 50059 Estación de Méndez Álvaro (Calle Ombú) | La Veloz     |
| 333     | Rivas (Bellavista)                             | 50058 Estación de Méndez Álvaro (Calle Ombú) | La Veloz     |
| 334     | Rivas Futura                                   | 50060 Estación de Méndez Álvaro (Calle Ombú) | La Veloz     |
| 351     | Estremera - Barajas de Melo                    | 06165 Estación Sur de Autobuses (dársena 57) | Empresa Ruiz |
| 352     | Fuentidueña de Tajo - Tarancón                 | 06165 Estación Sur de Autobuses (dársena 58) | Empresa Ruiz |
| 353     | Villamanrique de Tajo - Santa Cruz de la Zarza | 06165 Estación Sur de Autobuses (dársena 59) | Empresa Ruiz |
| 423     | Aranjuez                                       | 06165 Estación Sur de Autobuses (dársena 11) | AISA         |

### Autobuses de largo recorrido
A continuación se agrupan algunos de los destinos nacionales.
NOTA: Debido a las obras de soterramiento de la autovía A-5, las líneas sombreadas en naranja trasladan su cabecera en el intercambiador de Príncipe Pío hasta la Estación Sur, desde el 15 de enero de 2025 hasta fin de obras.
| Autobuses salientes/pasantes por la Estación Sur |           |                              |                           |
| Destino | Concesión | Parada                       | Operador                  |
| Cuenca, Valencia, Castellón, Badajoz, Cáceres | VAC-051   | Dársenas 1 a 8               | Avanza Movilidad Integral |
| Ávila | VAC-223   | Dársena 9                    | Jiménez Dorado            |
| Reservado discrecionales |           | Dársena 10                   |                           |
| Reservado interurbanos |           | Dársena 11                   | AISA                      |
| Puertollano, Ciudad Real | VAC-130   | Dársenas 12 y 13             | AISA                      |
| Sevilla, Huelva | VAC-214   | Dársenas 14 a 17             | Socibus                   |
| Córdoba, San Fernando, Cádiz | VAC-215   | Dársenas 14 a 17             | Socibus                   |
| El Barco de Ávila, Plasencia | VAC-222   | Dársenas 18 y 19             | CEVESA                    |
| París, Lyon, Lisboa |           | Dársenas 20 a 22             | FlixBus / Socitransa      |
| Murcia, Lorca, Benidorm, Torrevieja, La Manga | VAC-055   | Dársenas 23 a 28             | ALSA                      |
| Granada, Almuñécar, Motril, Nerja | VAC-092   | Dársenas 23 a 28             | ALSA                      |
| Zaragoza, Barcelona | VAC-099   | Dársenas 23 a 28             | ALSA                      |
| París y Lisboa |           | Dársenas 29 y 30             | ALSA                      |
| Gijón, León, Valladolid, Palencia, Lugo y Santiago de Compostela | VAC-046   | Dársenas 31 a 38             | ALSA                      |
| Seseña, La Puebla de Almoradiel, Malagón | VAC-231   | Dársenas 39 y 40             | Interbus                  |
| Algeciras, Marbella, Málaga, Torremolinos, Fuengirola | VAC-232   | Dársenas 39 y 40             | Interbus                  |
| Jaén, Úbeda | VAC-093   | Dársenas 41 a 51             | Samar                     |
| Piedrabuena | VAC-150   | Dársenas 41 a 51             | Samar                     |
| Tomelloso, Ocaña, Quintanar de la Orden, Casas-Ibáñez, Lagunas de Ruidera | VAC-158   | Dársenas 41 a 51             | Samar                     |
| Urbanización Calypo-Fado, Casarrubios del Monte, Las Ventas de Retamosa, Camarena, Valmojado, Chozas de Canales, Arcicóllar, Camarenilla, Villamiel de Toledo, Urbanización San Sebastián, Bargas, Toledo | VAC-063   | Dársenas 41 a 51             | Samar                     |
| Salamanca, Zamora, Vigo, Pontevedra, Benavente | VAC-259   | Dársenas 52 a 56             | Monbus                    |
| Almería, Roquetas de Mar, El Ejido | VAC-216   | Dársenas 57 y 58             | BAM                       |
| Reservado discrecionales |           | Dársena 59                   |                           |
| Destinos internacionales |           | Dársenas 60 a 64             | Varios                    |
| Fregenal de la Sierra, Zafra | VAC-261   | Sin asignación / desconocida | Interbus                  |
| Bilbao, Santander, Burgos, San Sebastián, Irún | VAC-157   | Sin asignación / desconocida | ALSA                      |
| Valladolid, León, Palencia, Oviedo, Gijón | VAC-160   | Sin asignación / desconocida | ALSA                      |
| Arenas de San Pedro, Madrigal de la Vera, Jaraíz de la Vera | VAC-224   | Sin asignación / desconocida | La Veloz                  |
| Talavera de la Reina, La Puebla de Montalbán, Miajadas, Don Benito | VAC-087   | Sin asignación / desconocida | La Veloz                  |
| Fuensalida, Alcabón | VAC-082   | Sin asignación / desconocida | CEVESA                    |